# Karempudi
Karempudi là một mandal thuộc huyện Guntur, bang Andhra Pradesh.